# 박아이현
박아이현(베트남어: Huyện Bác Ái / 縣博愛)은 베트남 남중부 지방 닌투언성의 현이다.

## 행정 구역
박아이현은 1시진, 8사를 관할하고 있다.

### 사
- 프억빈 사 (Xã Phước Bình, 福平社)
- 프억다이 사 (Xã Phước Đại, 福大社)
- 프억찐 사 (Xã Phước Chính, 福政社)
- 프억화 사 (Xã Phước Hòa, 福和社)
- 프억떤 사 (Xã Phước Tân, 福新社)
- 프억탕 사 (Xã Phước Thắng, 福勝社)
- 프억타인 사 (Xã Phước Thành, 福城社)
- 프억띠엔 사 (Xã Phước Tiến, 福進社)
- 프억쭝 사 (Xã Phước Trung, 福中社)